# Борщевцы
Борщевцы (укр. Борщівці) — село на Украине, находится в Могилёв-Подольском районе Винницкой области.
Население по переписи 2001 года составляет 1022 человека. Почтовый индекс — 24033. Телефонный код — 4337.
Занимает площадь 1,8 км².

## Религия
В селе действует Свято-Покровский храм Могилёв-Подольского благочиния Могилёв-Подольской епархии Украинской православной церкви.

## Адрес местного совета
24032, Винницкая область, Могилёв-Подольский р-н, пгт Вендичаны, ул. Ленина, 55

## Известные жители и уроженцы
- Диде, Анна Дементьевна (род. 1924) — Герой Социалистического Труда.